# Миллениум (стадион)
«Милле́ниум» (валл. Stadiwm y Mileniwm) — стадион в городе Кардифф (Уэльс). Вместимость — 73 931 зрителей. Домашний стадион сборной Уэльса по регби. В 2016 году стадион переименован в «Принципалити Стэдиум».

## Открытие
Стадион был открыт в июне 1999 года. Первым крупным событием стал международный матч союза регби: 26 июня 1999 года сборная Уэльса победила сборную ЮАР в товарищеской встрече со счётом 29:19 перед 29 тысячами болельщиков. С полной вместимостью 74 500 (с 2019 года — 73 931) стадион является третьей по величине ареной Кубка шести наций после «Стад де Франс» и Твикенхема. Также это второй по вместимости стадион в мире с полностью выдвигающейся крышей.
Рекорд посещаемости (74 576 человек) зафиксирован 9 февраля 2008 года во время регбийного поединка между сборными Уэльса и Шотландии. 3 июня 2017 года впервые в своей истории стадион принял финал Лиги чемпионов УЕФА между туринским «Ювентусом» и мадридским «Реалом».

## Другие спортивные события
7 апреля 2007 года на стадионе провёл второй бой в карьере начинающий тогда боксёр Дерек Чисора.